# Universitat de Birzeit
La Universitat de Birzeit (BZU; àrab: جامعة بيرزيت, Jāmiʿat Bīrzayt) és una institució pública sense ànim de lucre, registrada pel Ministeri d'Afers Socials com a organització benèfica i acreditada pel Ministeri d'Educació Superior com a universitat pública situada a Bir Zeit, Cisjordània, prop de Ramallah. Fundada el 1924 com a escola primària per a noies, es va convertir en universitat el 1975.
La Universitat Birzeit ofereix programes de postgrau i grau en tecnologia de la informació, enginyeria, ciències, polítiques socials, arts, dret, infermeria, farmàcia, ciències de la salut, economia i gestió. Té 9 facultats, inclosa una facultat de postgrau. Aquestes ofereixen 47 B.A. programes per a estudiants universitaris i 26 M.A. programes per a estudiants graduats. El 2018, al voltant de 14.000 estudiants estaben matriculats en els programes de grau, màster i doctorat de la universitat.

## Història

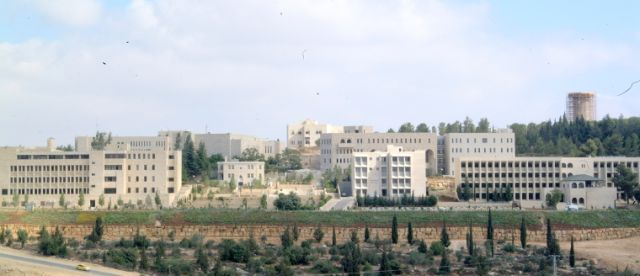
Campus de la Universitat de Birzeit, 2007

L'Escola Femenina de Birzeit va ser fundada el 1924 per Nabiha Nasir (1891-1951) com a escola primària per a noies de Birzeit i dels pobles dels voltants. Va ser una de les primeres escoles de la regió. El 1930 va ampliar el seu abast fins a convertir-se en una escola secundària mixta i, el 1932, va passar a anomenar-se Escola Superior de Birzeit. El 1942, el nom es va canviar a Birzeit College. El 1953 es va incorporar una classe d'educació superior de primer any, seguida d'una classe de segon any el 1961.
L’any 1948 va ser un punt d’inflexió en la història del Birzeit College. A la primavera, la situació política semblava precària i els administradors de Birzeit temien que el curs escolar, que normalment finalitzava al juny, es veiés interromput pels esdeveniments relacionats amb la retirada de les forces britàniques i la fi del Mandat Britànic que durava des de 1917. Els administradors van decidir completar el pla d'estudis del semestre per a l'abril, programant la cerimònia de graduació per al 30 d'abril de 1948 i que se celebraria sota els auspicis d'Abd al-Qadir al-Husayni, el cap principal de l'exèrcit de la Guerra Santa. No obstant això, va ser assassinat el 8 d'abril a la batalla d'Al-Qastal per la força paramilitar jueva Haganah, que defensava posicions en aquell turó als afores de Jerusalem.
El 1975, el Birzeit College va canviar el seu nom per Birzeit University (Universitat de Birzeit). L'abril de 1976, la Universitat de Birzeit va ser acceptada com a membre de l'Associació d'Universitats Àrabs. El president de la universitat Hanna Nasser va ser deportat per Israel el 1974. Se li va permetre tornar el 1993, amb la signatura dels acords d’Oslo com a part del procés de pau.
La universitat va romandre tancada des del 1988 fins al 1992 per l'exèrcit israelià al·legant que "eren nius de violència antiisraeliana". La universitat va ser l'última de les 6 dels territoris ocupats per Israel en reobrir.

## Junta directiva
La Universitat de Birzeit està governada per un Consell d'Administració autònom compost per educadors i professionals de la comunitat palestina. El consell nomena el president de la universitat. També confirma el nomenament de vicepresidents i degans a recomanació del president. El consell aprova els pressupostos i els plans generals de desenvolupament que li presenta el consell universitari.

## Administració
La universitat segueix un sistema semestral, amb dos semestres de quatre mesos que comencen a la tardor i la primavera i dos semestres més curts de dos mesos a l'estiu. El suport ve de nombroses fundacions palestines, àrabs i internacionals, així com de diversos particulars.

## Facultats
La universitat, a través de les seves nou facultats (Arts, Ciències; Negocis i Economia; Dret i Administració Pública; Enginyeria i Tecnologia; Farmàcia, Infermeria i Professions de la Salut; Educació; i Estudis de Postgrau, Art, Música i Disseny), ofereix programes acadèmics (76 programes) que acaben en títols de grau, com ara els programes d'especialització.
Aquestes facultats, a més de la facultat d’Estudis de Postgrau, ofereixen 32 programes de postgrau que permeten obtindre títols de màsters. La universitat també ofereix un doctorat en ciències socials.

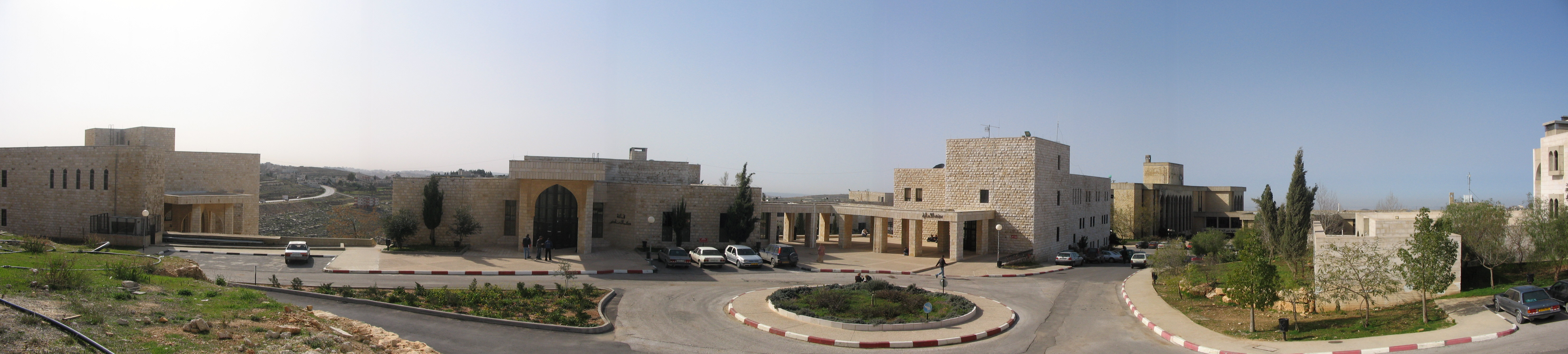
Campus de la Universitat Birzeit

## Gent notable
Actualment, hi ha diversos professors que també han estat nomenats ministres en l'actual govern palestí. Tretze membres de l'equip negociador palestí en les negociacions de pau a l'Orient Mitjà patrocinades pels Estats Units eren membres de la facultat de la Universitat de Birzeit. Hanan Ashrawi va ensenyar literatura.
El sociòleg d'origen sud-africà Stanley Cohen va treballar a Birzeit en suport del personal i estudiants palestins mentre era professor de criminologia a la Universitat Hebrea entre 1980 i 1996.
Saeed Abu Ali va treballar com a professor associat.